# Сердобине
Сердобине — село (до 2012 року — селище) в Україні, у Вовчанській міській громаді Чугуївського району Харківської області. До 2020 підпорядковане Різниківській сільській раді. Населення становить 38 осіб.

## Географія
Селище Сердобине знаходиться в балці Вовків Яр, по якій протікає струмок і через 3,5 км впадає в річку Плотва. На відстані 2 км розташоване село Бузове.

## Історія
12 червня 2020 року, відповідно до Розпорядження Кабінету Міністрів України  № 725-р «Про визначення адміністративних центрів та затвердження територій територіальних громад Харківської області», увійшло до складу Вовчанської міської громади.
19 липня 2020 року, в результаті адміністративно-територіальної реформи та ліквідації Вовчанського району, село увійшло до складу Чугуївського району.